# Eye, Suffolk
Eye är en stad och en civil parish i Mid Suffolk i Suffolk i England. Orten har 2 000 invånare. Den har ett slott.